# 니우에섬 축구 협회
니우에섬 축구 협회(Niue Island Soccer Association)는 니우에의 축구 관리 기구였다. 니우에 사커 토너먼트와 니우에 자체 국가대표팀을 조직했었다.
2006년부터 NISA는 오세아니아 축구 연맹의 준회원으로 활동하였지만, 10년 동안 활동하지 않아 2021년에 회원 자격이 취소되었다. 이후 니우에 축구 협회로 대체되었다.